# El Hchachna
El Hchachna (àrab: الحشاشنة, al-Ḥxāxna) és un municipi tunisià de la governació de Bizerta.
Forma una municipalitat o baladiyya, amb codi geogràfic 17 27 (ISO 3166-2:TN-12), creada per un decret del 26 de maig de 2016. La municipalitat s'estén per quatre dels vuit sectors o imades de la delegació o mutamadiyya de Sejnane (codi 17 54), a la qual està adscrita a nivell de delegacions:
- El Hachachna (17 54 54)
- El Mâalia (17 54 52)
- Amaden (17 54 57)
- El Ababssa (17 54 53)